# Нікорник білочеревий
Ніко́рник білочеревий (Apalis rufogularis) — вид горобцеподібних птахів родини тамікових (Cisticolidae). Мешкає в Центральній Африці. Виділяють низку підвидів.

## Підвиди
Виділяють шість підвидів:
- A. r. rufogularis (Fraser, 1843) — від східної Нігерії до Габону і ЦАР, острів Біоко;
- A. r. sanderi Serle, 1951 — південний Бенін, південно-західна Нігерія;
- A. r. nigrescens (Jackson, FJ, 1906) — від Південного Судану, ДР Конго і Уганди до західної Кенії, північно-західної Танзанії, північно-західної Замбії і північно-східної Анголи;
- A. r. angolensis (Bannerman, 1922) — північно-західна Ангола;
- A. r. brauni Stresemann, 1934 — західна Ангола;
- A. r. kigezi Keith, Twomey & Friedmann, 1967 — південно-західна Уганда.

Сріблистий нікорник раніше вважався підвидом білочеревого нікорника, однак був визнаний окремим видом.

## Поширення і екологія
Білочереві нікорники живуть в рівнинних і гірських тропічних лісах Центральної Африки на висоті до 2400 м над рівнем моря.